# Juan Ángeles
Juan Ángeles Sánchez (Moca, 16 ottobre 2000) è un calciatore dominicano, attaccante del Moca.

## Carriera

### Club
Nel 2016 ha firmato un contratto da professionista con il Moca.

### Nazionale
Ha debuttato in nazionale il 29 marzo 2016, all'età di 15 anni, in Repubblica Dominicana-Barbados.